# Влэстару, Борис Моисеевич
Бори́с Моисе́евич Влэста́ру (рум. Boris Vlăstaru (Vlăstaru-Wexler), настоящее имя Бори́с (Бу́рих) Моисе́евич Ве́кслер; 20 октября 1922, Резина, Бессарабия, Королевство Румыния — 11 февраля 1993, Израиль) — молдавский писатель и журналист. С 1972 года жил в Израиле.

## Биография
Родился в бессарабском приднестровском городке Резина (ныне райцентр Резинского района Молдавии) в 1922 году в семье табаковода. Учился в местной гимназии и в Оргееве. В годы Великой Отечественной войны — в эвакуации близ города Беслан на Северном Кавказе, затем в Сибири.
Здесь Борис Векслер поступил в школу механизаторов, после окончания которой вместе с братом Зисей ушёл добровольцем на фронт. Окончание войны встретил в Австрии в чине лейтенанта, затем продолжил службу в качестве переводчика. Родители писателя Мойше и Дина Векслеры в 1947 году были депортированы из Резины в отдалённые районы Сибири и вернулись в Молдавию только в середине 1950-х годов.
После демобилизации Борис Векслер поселился в Кишинёве, работал журналистом в газетах «Цэранул Молдовей» (Крестьянин Молдавии) и «Молдова сочиалистэ» (Социалистическая Молдавия). Начиная с 1953 года опубликовал 18 книг прозы — повестей, рассказов, очерков, зарисовок на молдавском языке. Ряд книг были переведены на русский язык самим автором и писателем Михаилом Хазиным. В переводах Бориса Влэстару на молдавский язык вышли книги «Источник» (Izvorul) Я. М. Тайца (1953), «Всегда вместе» (Totdeauna împreună) О. А. Хавкина (1954), «Дети французских докеров» (Copii docherilor franceji) Андре Стиля (1956).
В 1972 году эмигрировал в Израиль, продолжил писать на молдавском и русском языках, а в последние годы жизни и на иврите. Шесть сборников прозы Влэстару были выпущены в Израиле в переводе на иврит Йегуды Гур-Арье.
Основная тематика документальной прозы Бориса Влэстару — сельская жизнь Молдавии и события Великой Отечественной войны, в том числе Холокост.
Сборник избранных произведений писателя вышел в Кишинёве в 1993 году. Мемориальная доска в память писателя была в 2006 году открыта на здании городской библиотеки имени М. Эминеску на родине писателя в Резине.

## Книги

### На молдавском (румынском) языке
- Anicuţa: Povestiri. Кишинёв: Шкоала советикэ, 1953.
- Totdeauna împreună: Povestire. Кишинёв: Шкоала советикэ, 1954.
- A licărit o stea: Povestiri. Кишинёв: Госиздат Молдавии, 1957.
- Povestiri despre Africa. Кишинёв: Шкоала советикэ, 1957.
- Treceau cocorii: Povestiri. Кишинёв: Шкоала советикэ, 1958.
- Povestiri. Кишинёв: Картя молдовеняскэ, 1960.
- Chirică. Кишинёв: Картя молдовеняскэ, 1960.
- Perdeaua de plopi. Кишинёв: Картя молдовеняскэ, 1961.
- Arbori de veghe. Кишинёв: Картя молдовеняскэ, 1962.
- Paşii. Кишинёв: Картя молдовеняскэ, 1962.
- Creastă pestriţă. Кишинёв: Картя молдовеняскэ, 1962.
- Popasuri: Povestiri. Кишинёв: Картя молдовеняскэ, 1963.
- În pragul casei. Кишинёв: Картя молдовеняскэ, 1964.
- Ştrengarii: Povestiri. Кишинёв: Картя молдовеняскэ, 1965.
- Acoperiş de asupra capului. Кишинёв: Картя молдовеняскэ, 1966.
- Cascade. Кишинёв: Картя молдовеняскэ, 1968.
- Chirică. Кишинёв: Лумина, 1969.
- Marghit: Povestiri. Кишинёв: Картя молдовеняскэ, 1970.
- Strada. Кишинёв: Картя молдовеняскэ, 1972.
- Rugăciune pentru cei morţi (Поминальная молитва, повесть). «Basarabia» №№ 9—10, 1992.
- Boris Vlăstaru-Wexler. Scrieri alese (избранные произведения). Кишинёв: Hyperion/Făt-Frumos, 1993. — 303 p[5].

### В переводах на другие языки
- Котомка. Кишинёв: Картя молдовеняскэ, 1959.
- Журавли пролетели. Водовоз (рассказы). Кишинёв: Картя молдовеняскэ, 1959.
- Тысячеструнная арфа. Повести и рассказы. Москва: Советский писатель, 1961.
- Рассказы Кирики Брумэрела. Перевод М. Г. Хазина. Кишинёв: Картя молдовеняскэ, 1961.
- Деревья-стражи (рассказы). Кишинёв: Картя молдовеняскэ, 1962.
- Лечу на кыльях: повесть. Перевод М. Г. Хазина. М.: Детгиз, 1962.
- Пёстрый гребешок: рассказы. М.: Детская Литература, 1965.
- Бумажные кораблики: рассказы. Москва: Советский писатель, 1968.
- По ту сторону зари. Кишинёв: Картя молдовеняскэ, 1971.
- Несколько летних дней. Перевод М. Г. Хазина. Москва: Советский писатель, 1972.
- טעם של לענה: סיפורים. Тель-Авив: Кибуц ха-Меухад, 1975.
- עת לעקור. Тель-Авив: Кибуц ха-Меухад, 1977.
- על סביבותיו שב הרוח. Тель-Авив: Кибуц ха-Меухад, 1981.
- העמק הצונן מאת בוריס וקסלר, סיפורים (перевод на иврит Й. Гур-Арье). Издательство תמוז: Тель-Авив, 1995.
- העמק הצונן. Издательство תמוז: Тель-Авив, 1995.
- המקום שבו ישנות הרוחות. Тель-Авив, 1997.
- המקום שבו ישנות הרוחות: סיפורים מגדות הדנייפר. Тель-Авив, 1997.